# Miss Florence Diner
Das Miss Florence Diner ist ein 1941 gebauter Diner in Northampton im Bundesstaat Massachusetts der Vereinigten Staaten. Es zählt zu den sogenannten „Barrel-Roof-Dinern“, da es über ein Tonnendach verfügt, und wurde am 22. September 1999 im Rahmen der Multiple Property Submission Diners of Massachusetts MPS in das National Register of Historic Places (NRHP) eingetragen.

## Beschreibung
Das Miss Florence Diner steht an der Massachusetts Route 9 im Zentrum des historischen Geschäftsviertels des Village Florence. Das 1941 als typischer „Barrel-Roof-Diner“ gebaute Restaurant wurde Ende der 1940er Jahre vom Hersteller Worcester Lunch Car Company vor Ort erheblich erweitert und umgebaut. Es ist rückwärtig mit einem Gebäude aus dem 19. Jahrhundert verbunden, in dem die Eigentümerfamilie eine Bar und ein weiteres Restaurant betreibt.
Ursprünglich wies das Diner einen rechteckigen Grundriss auf und stand frei. Nach dem Umbau verfügt das Restaurant über eine wesentlich größere Grundfläche, ein Kreuztonnendach und eine L-förmige Innenaufteilung. Das mit einem Tonnendach versehene, aus Ziegelsteinen bestehende Vestibül an der Frontseite wurde in den 1950er Jahren hinzugefügt und ist in seiner Ausführung sehr ungewöhnlich für Diner dieser Epoche. Ein ebenfalls überdachter Nebeneingang befindet sich im westlichen Teil. Erst wesentlich später wurde das Diner mit dem Gebäude verbunden.
Das Diner steht auf einem Betonfundament und ist außen mit gelber und roter Email verkleidet, während das Dach mit Asphalt-Schindeln gedeckt ist. Auf dem Dach befindet sich entlang der Süd- und Ostseite eine für Diner ungewöhnliche Brüstungsmauer, auf der in roten Buchstaben der Name des Diners angebracht ist. Ein großes, zweiseitiges Schild aus den 1940er Jahren an der südöstlichen Ecke des Dachs macht den Namen weithin sichtbar.
Den Innenbereich des Diners charakterisieren das Tonnendach und die L-förmig angeordneten Sitzgelegenheiten, an die sich der Zugang zur Bar des Restaurants anschließt. Die Oberflächen bestehen im Wesentlichen aus Holz, Email und Fliesen und weisen ein Farbschema aus Dunkelgelb, Orange, Braun und Schwarz auf. An der Marmortheke stehen 19 Barhocker zur Verfügung. In der Nähe des Haupteingangs kann anhand von geringfügigen Änderungen im Bodenmuster der Verlauf des Anbaus nachvollzogen werden.

## Historische Bedeutung
Das Miss Florence Diner ist ein sehr gut erhaltenes Beispiel für die vielfältigen Umbauten, die der Hersteller Worcester Lunch Car Company bei bereits ausgelieferten Dinern vornahm, um veränderten Kundenanforderungen gerecht zu werden. Es befindet sich von Beginn an im Eigentum der Familie Alexander, die es bis heute zusammen mit einer Bar und einem Restaurant betreibt.
1941 eröffneten Maurice und Pauline Florence Alexander das nach ihr benannte Miss Florence Diner, nachdem sie ihren bisherigen Diner gegenüber dem heutigen Standort verkauft und einen neuen Restaurantwagen erworben hatten. Die Familie wohnte direkt nebenan in dem Haus, wo sich seit 1959 die Bar im Erdgeschoss und das Restaurant im ersten Stock befinden. Im zweiten Stockwerk gibt es einen Bankettsaal.
Zum Zeitpunkt der Eröffnung des Miss Florence Diners gab es in Northampton 31 Restaurants, wovon drei in Florence angesiedelt waren. Das Miss Florence war eins von nur zwei Dinern der Stadt und ist heute das einzig verbliebene in Florence.